# Salmonelóza

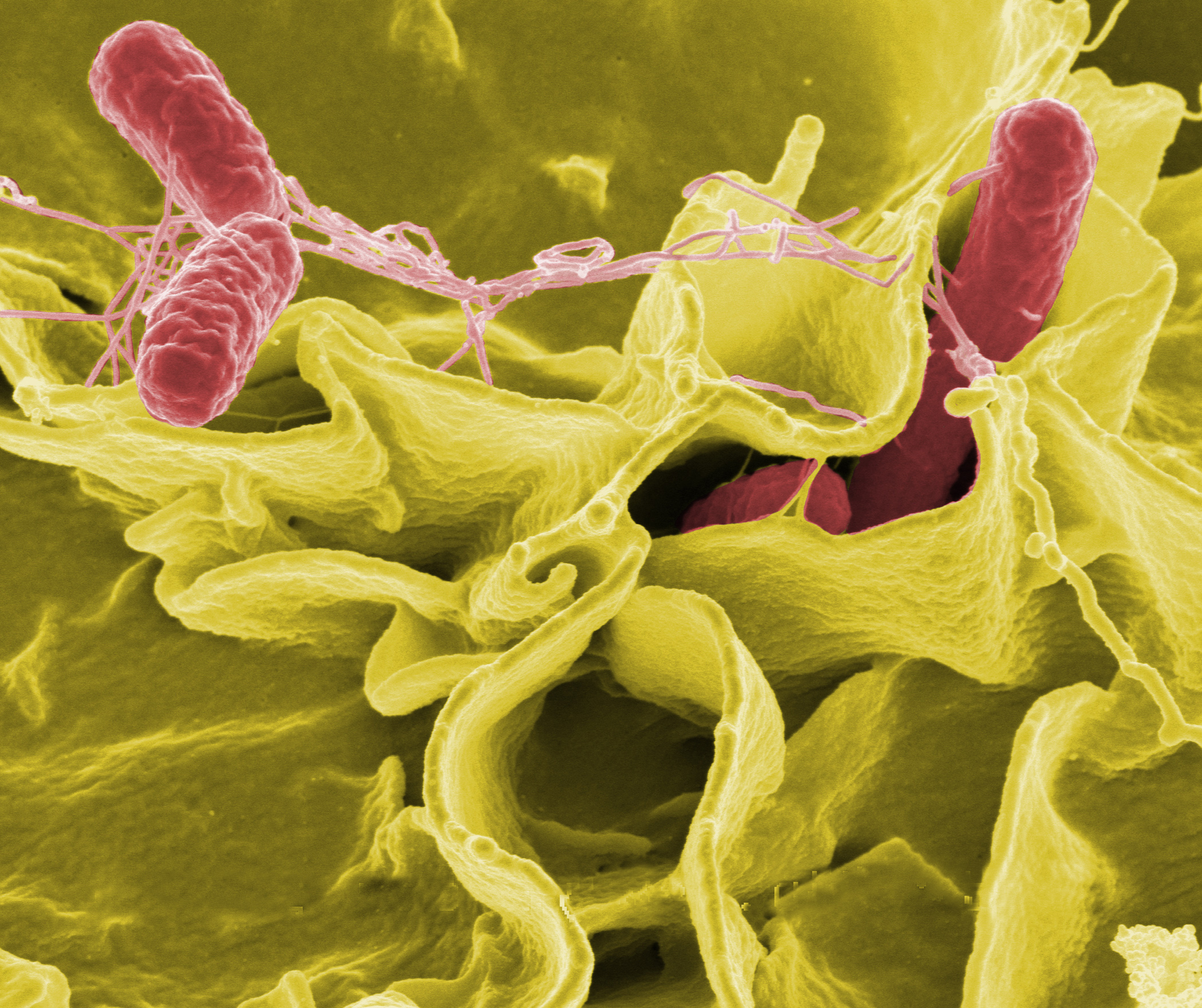
Bakterie Salmonella typhimurium (červeně) pod elektronovým mikroskopem

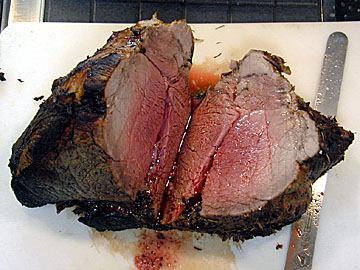
Nedostatečně tepelně upravené maso může být příčinou salmonelózy

Salmonelóza je označení pro akutní průjmová bakteriální onemocnění způsobovaná netyfoidními bakteriemi rodu Salmonella (těmi, které nezpůsobují břišní tyfus, tedy S. typhi). Jedná se o bakteriální gastroenteritidu, nejčastějším původcem je ve střední Evropě Salmonella enteritidis.
Salmonely byly pojmenovány podle Daniela Elmera Salmona (1850–1914), amerického veterinárního patologa a profesora v uruguayském Montevideu. V letech 1884–1886 jako první izoloval z prasat uhynulých na klasický mor. Antibiotická rezistence může být způsobena změnou chovu prasat ve 20. století, a to díky velkochovům a využitím antibiotik.

## Epidemiologie
Jedná se o velmi hojné onemocnění, kterým například v USA ročně onemocní až 1,4 milionu osob (hlášen je však pouze zlomek případů) a způsobí tam až 600 úmrtí. V ČR je ročně hlášeno několik desítek tisíc případů (např. v roce 2006 – 25 102 případů), ale počet hlášených případů se za posledních deset let silně snížil. V České republice se během letních měsíců vyskytuje v desítkách případů na 100 tisíc obyvatel.
Přenáší se obvykle alimentárně, konkrétně nakaženou potravou nebo kontaminovanou vodou, u dětí také fekál-orálně. Salmonelly se mohou množit prakticky v každé potravině, pokud má přiměřenou teplotu, vlhkost a pH. Pasterizace při teplotě 72 °C po dobu 16 sekund je zabíjí. Často onemocnění u lidí propuká po konzumaci nedostatečně tepelně upraveného kontaminovaného masa a vajec, případně výrobků obsahujících tyto suroviny, kontaminovaných při nesprávné manipulaci a nedodržení hygienických postupů. Avšak aby došlo k nákaze, musí člověk pozřít poměrně velký počet mikrobů, tzv. infekční dávku.

## Průběh
Inkubační doba je 6–48 hodin. Projevují se zejména průjmy – někdy i 20–30× denně s kolikovitými bolestmi, často též zvracením, horečkou a bolestmi hlavy. Taktéž se může následně dostavit dehydratace. Průjmy trvají v závislosti na formě salmonelózy, stejně tak horečky.
Při léčbě není obvykle vhodné podávat antibiotika. Doporučuje se hodně pít, jíst lehké potraviny (banány – obsahují draslík, rýži, později přidávat mléčné výrobky). Dále se může podávat živočišné uhlí, Endiaron, tablety Santax (či Enterol), pro děti je vhodné aplikovat formou sáčků Santax anebo také obsah WHO roztoku. Léčbu je vhodné doplnit o probiotika. V případě komplikovaného průběhu, kdy dojde např. k zánětu kloubu, je vhodné vyššími dávkami probiotik přeléčit nejen pacienta, ale i všechny osoby v domácnosti, aby si infekci vzájemně nepředávaly. Ošetřovací doba je cca 7–14 dní, poté příznaky samy odezní. U některých lidí může salmonelóza přetrvávat ve žlučových cestách. Při dlouhodobé nákaze salmonelózou se nemoc může stát chronickou a způsobit poškození jater, ledvin a podobně. 
U netyfoidní salmonelózy se může vyskytnout i komplikovaný průběh zahrnující nestandardní příznaky, bez průjmu, který je pro salmonelózu jinak typický. Hlavním projevem jsou dlouhotrvající horečky, příznaky svědčící pro postižení určitého orgánu se pak objevují s časovým odstupem. Poměrně časté jsou salmonelová artritida (zánět kloubů) a osteomyelitida (zánět kortikální kosti a kostní dřeně), byla však popsána i abscedující pneumonie (zápal plic), absces jater, cholecystitida (zánět žlučníku), peritonitida (zánět pobřišnice) či endoftalmitida (zánět nitroočních tkání a struktur). Mezi nejzávažnější patří infekce cévního řečiště.